# Nemek közötti bérrés

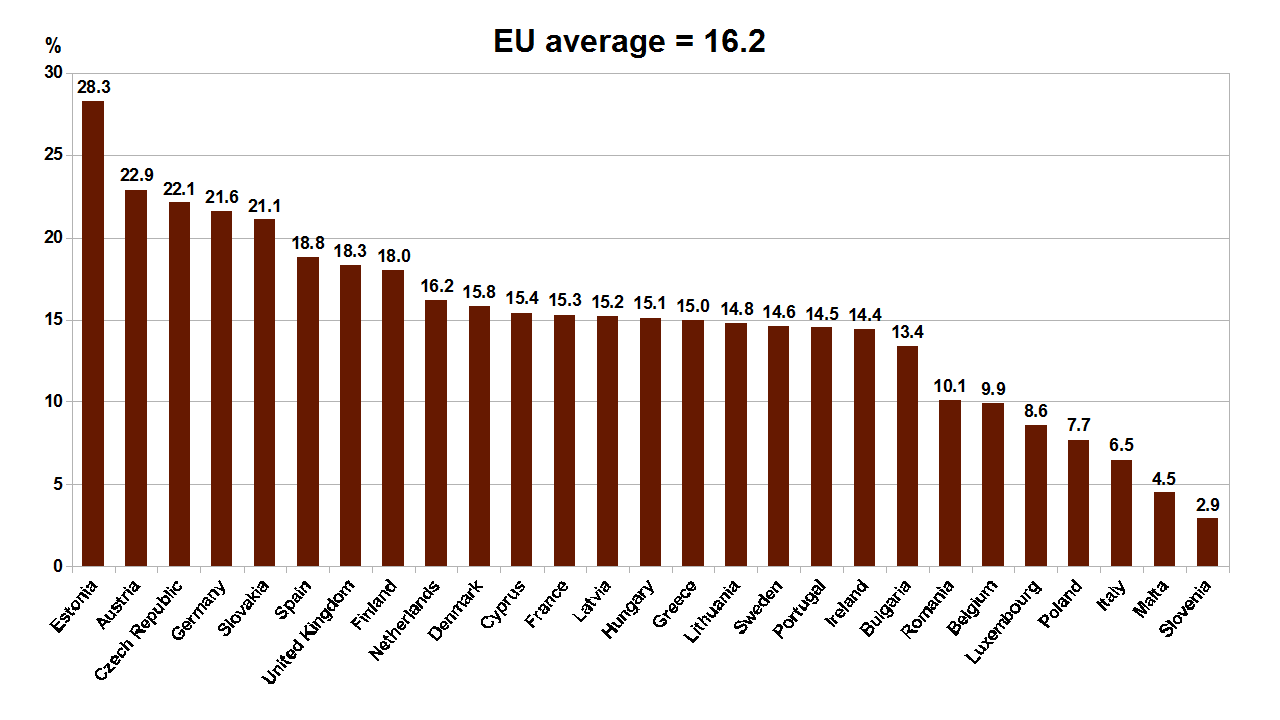
Európai Unió 27 tagállama, nemek közötti bérrés 2014-ben

A nemek közötti bérrés, bérszakadék vagy bérkülönbség fogalma (angolul: gender pay gap) a nők és férfiak keresete közötti különbséget jelenti, vagyis a nemek közötti egyenlőtlenség egyik mérőszáma, a munkaerőpiacon tetten érhető formája. A nők és férfiak keresete közötti különbség hátterében több tényező állhat, országonként eltérő súllyal. A bérkülönbség okai lehetnek olyan egyéni jellemzők, mint az életkor, az iskolázottság, a munkatapasztalat hossza, továbbá olyan munkahelyi jellemzők is, mint a foglalkozás vagy az ágazat típusa, a munkaidő hossza vagy a vállalat mérete. Hasonlóan szerepet játszhatnak a nemek közötti bérrés alakulásában a bérformák, az adó- és jutalmazási rendszer, a szülői kedvezmények és a gyermek-elhelyezési lehetőségek iskolás kor előtt. Végül, de nem utolsósorban befolyásoló tényezőt jelentenek a társadalomban fennálló normákon és hagyományokon alapuló szexista sztereotípiák és az ezekből táplálkozó diszkrimináció.

## A nemek közötti bérrést befolyásoló tényezők Magyarországon
Magyarországon a nők férfiakhoz viszonyított jövedelemhátránya mintegy 13–18 százalék között van, amivel nemzetközi összehasonlításban az európai középmezőnyhöz tartozunk. A nők és férfiak bére közötti különbség megítélésében és számszerűsítésében sokszor eltéréséket tapasztalhatunk módszertani okokból kifolyólag.
Magyarországon a nemek közötti bérrés emelkedik az életkor előrehaladtával, a magasabb iskolai végzettséggel, a magasabb jövedelem szinttel, a gyermekek számának növekedésével és a magasabb munkaerőpiaci státusszal párhuzamosan. A munkahelyen eltöltött idő hossza és a jövedelemhátrány között U alakú kapcsolat mutatkozik. Ez azt jelenti, hogy a férfiakéhoz képest a nők kezdőbére alacsonyabb, majd a férfiak jövedelme egyenletesebben emelkedik, viszont a nők keresete a kezdeti emelkedés után megtorpan, ezért a hosszabb ideje a vállalatnál dolgozók körében a bérrés ismét növekedni kezd.
A nemek közötti bérrés és a földrajzi elhelyezkedés között is összefüggést tapasztalhatunk. Általánosságban elmondható, hogy minél fejlettebb egy terület vagy település, annál kedvezőbb a munkaerőpiaci helyzete és magasabb a jövedelmi színvonala, s minél magasabb egy terület jövedelmi színvonala, annál valószínűbb, hogy a férfiak és nők keresete eltávolodik egymástól.
A jövedelemegyenlőtlenség továbbá összefügg a munkaerőpiaci szegregációval, vagyis az ágazatok, foglalkozások (horizontális szegregáció), munkakörök és pozíciók (vertikális szegregáció) nemek szerinti elkülönülésével. A feminizált foglalkozások általában leértékelődnek a társadalom számára, így alacsonyabb jövedelemmel járnak, vagyis minél több nő dolgozik az adott ágazatban vagy foglalkozástípusban, annál inkább elmarad a fizetésük a férfikollégáikéhoz képest. Továbbá minél inkább feljebb haladunk a ranglétrán, annál kevesebb nőt találunk vezetői pozícióban és a bérkülönbség a legmagasabban képzetteknél és a béreloszlás felső részein a legnagyobb, ez a tendencia az üvegplafon-jelenség létére utal.
A férfiak és a nők bére között kisebb különbség tapasztalható a közszférában, mint a versenyszférában. Ennek oka a mindkét nemre egyformán érvényes előre meghatározott bérkategóriák, illetve a szakmailag magasan képzett nők magasabb hányada, továbbá úgy tűnik a közszférában a munkaadók sokkal inkább az esélyegyenlőség kritériumai szerint járnak el mind a munkaerő felvételekor, mind az előmenetelkor.

## Munkaerőpiaci diszkrimináció
A nemek közötti bérrés egyrészről a fent felsorolt tényezők, vagyis a nők és férfiak eltérő csoportösszetételéből fakadnak. Másrészről amennyiben ezeket a tényezőket kiszűrjük statisztikai módszerekkel, vagyis átlagosan azonos tulajdonságokkal (életkor, iskolai végzettség, munkaerőpiaci tapasztalat, foglalkozás típusa stb.) rendelkező csoportokat kapunk és még mindig különbséget vélünk felfedezni a két nem keresete között, azt a szakirodalom diszkriminációs hatásnak nevezi.
A munkaerőpiaci diszkrimináció komoly gazdasági és társadalmi veszteséggel jár. Ennek társadalmi hatása hosszabb távon a hátrányt szenvedő csoport alacsonyabb foglalkoztatottsága és jövedelme, vagyis a szegénység és a depriváltság kockázatának emelkedése lesz. Gazdasági szempontból kedvezőtlen következménye az alulértékelt munkaerő kihasználatlansága és a szociálisan rászoruló személyek számának emelkedése.

## Nemzetközi kitekintés
Mint már korábban láthattuk Magyarországon a nők férfiakhoz viszonyított jövedelemhátránya mintegy 13–18 százalék között van, amivel az európai államok középmezőnyéhez tartozunk. 2014-ben az Európai Unióban a nők keresete átlagosan 16,2%-kal kevesebb volt, mint a férfiaké. A legkisebb értéket Szlovéniában mérték (2,9%), de 10% alatti a nemek közötti bérrés Málta, Olaszország, Lengyelország, Luxemburg, Belgium esetében is. A legjelentősebb jövedelemhátrány Észtországban (28,3%) tapasztalható, de 20% feletti érték jellemző Ausztriára, Csehországra, Németországra és Szlovákiára is. A nők és férfiak esélyegyenlőségét és értelemszerűen a nemek közötti jövedelmi különbségek kérdését is az Európai Unió hosszú ideje prioritásként kezeli, azonban a nők és férfiak bére közötti szakadék stabilan tartja magát.

## Magyarázó elméletek
Az emberi tőke elmélete szerint a nők és férfiak bérkülönbségének elsődleges oka az, hogy a nők többször megszakítják a keresőtevékenységüket életük során, ennek következtében kevesebb munkahelyi tapasztalatot szereznek, nem töltenek huzamosabb időt a munkahelyen így nem tudnak magasabb munkabért begyűjteni. Továbbá több időt töltenek a háztartási feladatokkal és a gyermekneveléssel, mint a férfiak, ami ahhoz vezet, hogy akár tudatosan is kevesebbet fektetnek be a munkaerőpiaci képzettségükbe vagy kedvezőbb munkafeltételekkel (pl.: rugalmas időbeosztás) járó, de kevésbé jövedelmező állásokat választanak, ami a két nem jövedelmének különbségeiben nyilvánulhat meg.
A statisztikai diszkrimináció elmélete szerint a munkaadónak hiányos ismeretei vannak a munkavállaló egyéni teljesítményére vonatkozóan, ennek pontos feltérképezése túl költséges lenne számára, ezért az egyén valamilyen tulajdonságát, csoport hovatartozását veszi figyelembe, amelyből következtetni lehet a teljesítményére. A nők esetében ez úgy nyilvánulhat meg, hogy ők a gyermekvállalás miatt gyakrabban szakítják meg munkaviszonyukat és a gyermeknevelés terhei (iskolai szünetek, betegség) inkább rájuk hárul, mivel ez a munkaadónak kockázatot jelenthet, ezért inkább férfiakat alkalmaz vagy kevesebbet fektet be női munkavállalói javadalmazásába, képzésébe.
Az ízlésbeli diszkrimináció elmélete szerint egy munkáltató az „ízlése szerint” diszkriminál, ha egy bizonyos preferencia szinttel rendelkezik, ami meghatározza, hogy bizonyos csoport tagjait inkább választaná, vagy inkább nem választaná. Tehát hajlandó többet fizetni az általa preferált csoportnak, vagyis esetünkben a férfiaknak, mint a nőknek.

## Külső hivatkozások
- Kaiser Orsolya - Ott tartunk, hogy egy nő egzisztenciális helyzete attól függ, hogy hány gyereke van (Telex.hu, 2025.03.08.)
- Csernus Fanni - A szakadék, amibe a nők zuhannak (amnesty.444.hu, 2022.02.19.)
- Bakró-Nagy Ferenc - 433 700 forintra nőtt a bruttó átlagkereset, többet keresnek a férfiak (Telex.hu, 2021.09.29.)
- Weiler Vilmos - 77 ezer forinttal kaptak kevesebbet tavaly a magyar nők a munkájukért, mint a férfiak (Telex.hu, 2022.03.08.)
- Ágó Anna, Fris E. Katalin (szerk): A nemek közötti bérszakadék Magyarországon
- Sik Endre, Csaba Dániel, Hann András: A férfiak és nők közötti jövedelemegyenlőtlenség és a nemi szegregáció a mai Magyarországon. Budapest: EBH
- Gregor Anikó, Kováts Eszter - Nőügyek 2018 / Társadalmi problémák és megoldási lehetőségek tanulmánykötet (Friedrich-Ebert-Stiftung alapítvány, 2018) ISBN 978-615-80161-7-9